# Derek Johnson
Derek Johnson (Derek James Neville Johnson; * 5. Januar 1933 in Chigwell, Essex; † 30. August 2004) war ein britischer Mittelstreckenläufer, der sich auf die 800-Meter-Strecke spezialisiert hatte, aber auch in der 4-mal-400-Meter-Staffel erfolgreich war.

## Leben
1954 gewann er, für England startend, bei den British Empire and Commonwealth Games in Vancouver über 880 Yards in 1:50,7 min Gold vor seinem Landsmann Brian Hewson. Als Schlussläufer der englischen Mannschaft gewann er in der 4-mal-440-Yards-Staffel in 3:11,2 min eine weitere Goldmedaille. Kurz darauf wurde er bei den Europameisterschaften in Bern Vierter über 800 Meter. In 1:47,4 min wurde für ihn die gleiche Zeit gestoppt wie für den drittplatzierten Norweger Audun Boysen, während der Ungar Lajos Szentgáli in 1:47,1 min gewann. Die britische In der 4-mal-400-Meter-Staffel kam das britische Quartett mit Johnson als Schlussläufer als erstes ins Ziel, wurde aber disqualifiziert.
Bei den Olympischen Spielen 1956 in Melbourne gewann Johnson Silber in 1:47,8 min hinter dem US-Amerikaner Tom Courtney und vor Boysen. Die britische Stafette in der Besetzung John Salisbury, Michael Wheeler, Peter Higgins und Johnson als Schlussläufer gewann in 3:07,1 min Bronze hinter den Mannschaften der Vereinigten Staaten und Australiens.
1957 stellte Johnson seine persönliche Bestleistung mit einem britischen Rekord von 1:46,6 min auf. Bei den British Empire and Commonwealth Games 1958 in Cardiff gewann er in der 4-mal-440-Yards-Staffel in 3:09,61 min Silber hinter dem Team aus Südafrika. Bei den Europameisterschaften in Stockholm wurde Johnson über 800 Meter in 1:49,2 min Siebter.
Derek Johnson war 1,76 m groß und wog in seiner aktiven Zeit 66 kg. Er studierte Medizin am Lincoln College der Universität Oxford. Nachdem er 1959 seine sportliche Karriere wegen Tuberkulose aufgeben musste, war er später sportpolitisch aktiv. Als Mitglied des International Athletes Club wandte er sich 1980 energisch und letztlich erfolgreich gegen den von der Regierung Thatcher verfolgten Boykott der Olympischen Spiele 1980 in Moskau.
Nach langer Krankheit starb er 2004 an Leukämie.

## Bestleistungen
- 400 Meter: 47,7 s, 1958
- 800 Meter: 1:46,6 min, 1957
- 1500 Meter: 3:42,9 min, 1959
- 1 Meile: 4:05,0 min, 1957